# LDC-Gruppe
LDC (Lambert Dodard Chancereul) ist der führende europäische Geflügelfleischproduzent. Konzernweit führt LDC über 578 Millionen Schlachtungen pro Jahr durch. Der Jahresumsatz betrug im Geschäftsjahr 2021/22 ca. 5,1 Milliarden Euro.
Das Unternehmen hat seinen Sitz in Sablé-sur-Sarthe in Frankreich und verfügt über 93 Produktionsstandorte in fünf Ländern in Europa.

## Geschichte
Das Unternehmen wurde 1968 gegründet als Zusammenschluss der Familienunternehmen Lambert aus Sablé-sur-Sarthe und Dodard-Chancereul aus Saint-Denis-d’Anjou. 1970 expandierte das Unternehmen und eröffnete einen Geflügelschlachthof in Sablé-sur-Sarthe.
In den 1990er-Jahren kaufte LDC das Unternehmen La Toque Angevine im Bereich Convenience Food. Im Jahr 1995 ging LDC an die Pariser Börse und führte mit Hermanos Saiz in Spanien die erste internationale Firmenübernahme durch. In der Folgezeit verfolgte das französische Unternehmen eine internationale Expansion. Zu den Übernahmen gehörten unter anderem 2000 das polnische Unternehmen Drosed, 2018 die ungarische Tranzit-Gruppe und 2021 das britische Geflügelunternehmen Capestone Organic Poultry.
Auch in der französischen Geflügelproduktion übernahm LDC eine Reihe von Konkurrenten. 2018 übernahm LDC Teile der insolventen Groupe Doux und 2022 das Unternehmen Matines, einen der größten französischen Eierproduzenten, von der Avril-Gruppe.
Von der historisch größten H5N1-Vogelgrippe-Welle in Frankreich 2022, die zu einer Keulung von mehr als 12 Millionen Vögeln führte, war auch LDC betroffen. Das Unternehmen fuhr in der Folge den Betrieb in vier Schlachthöfen drastisch herunter.
2022 ging die Geschäftsführung von Denis Lambert auf Philippe Gélin über.

## Struktur
Mit über 578 Millionen Schlachtungen pro Jahr ist LDC größtes Geflügelfleischunternehmen Frankreichs und Europas. Weitere Geschäftsbereiche sind die Produktion von Schweine-, Rind- und Kaninchenfleisch, Eiern und Frühstücksflocken.
Das Unternehmen ist gegliedert in drei Bereiche: Geflügel, International und Außer-Haus-Verpflegung.
60 % des Umsatzes generiert das Unternehmen in Frankreich, wo es einen Anteil von 40 % am Markt für Geflügel und 50 % am Markt für gekühlte Feinkost besitzt. Den internationalen Umsatz erwirtschaft LDC zu 67 % in Polen, 22 % in Ungarn, 6 % in Belgien und 4,5 % im Vereinigten Königreich. Über die Standorte in Polen und Ungarn exportiert das Unternehmen auch nach Deutschland.

### Vertrieb
LDC vertreibt seine Produkte unter anderem unter den Marken Le Gaulois, Maître Coq und Marie. Außerdem beliefert LDC auch McDonalds.

### Gesellschafter
Etwa 70 % der Anteile am Unternehmen werden von den Familien Lambert (39,2 %), Chancereul (17,3 %), Huttepain (8,86 %) und Guillet (3,89 %) gehalten. Etwa 13 % sind in Streubesitz, der Rest gehört Angestellten, der Sofiproteol-Gruppe und der Genossenschaft Coopérative Agricole Fermiers de Loué.

## Kontroversen
Nach einer Untersuchung von Hähnchenfleischproben im Nationalen Referenzzentrum für gramnegative Krankenhauserreger kritisierte Germanwatch, dass 57 % der Proben von LDC-Hähnchenfleisch kontaminiert seien und 45 % der Proben Reserveantibiotika-Resistenzen aufweisen würden.